# 쿨렌 수
쿨렌 수(영어: Cullen number)는 n· 2n + 1 (기호 Cn)꼴의 자연수이다. 제임스 쿨렌이 1905년 처음 연구하였으며 프로트 수의 특별한 경우이다. 특히 쿨렌 수가 소수인 경우를 쿨렌 소수라고 하는데 n이 다음과 같은 경우만 알려져 있다.
1, 141, 4713, 5795, 6611, 18496, 32292, 32469, 59656, 90825, 262419, 361275, 481899, 1354828, 6328548, 6679881 (OEIS의 수열 A005849).
일반화된 쿨렌 수는 n· bn + 1 (단 n + 2 > b)로 정의된다

## 같이 보기
- 프로트 수